# Sarcophaga luzonensis
Sarcophaga luzonensis är en tvåvingeart som beskrevs av Parker 1919. Sarcophaga luzonensis ingår i släktet Sarcophaga och familjen köttflugor.
Artens utbredningsområde är Filippinerna. Inga underarter finns listade i Catalogue of Life.